# 北海道民主医療機関連合会
北海道民主医療機関連合会（ほっかいどうみんしゅいりょうきかんれんごうかい）は、全日本民主医療機関連合会(民医連)の地方組織であり、北海道を活動地域とする。略称は北海道民医連。

## 概要
2020年6月現在、9病院、診療所33か所、歯科診療所5か所、保険薬局15か所、特別養護老人ホーム2か所、老人保険施設4か所が加盟している。
事務局は北海道札幌市北区北14条西3丁目1-12に置く。

## 加盟法人
(この節の出典)
- 公益社団法人 北海道勤労者医療協会
  - 勤医協中央病院
  - 勤医協札幌病院
  - 勤医協札幌西区病院
  - 勤医協苫小牧病院
  - 勤医協札幌看護専門学校
- 医療法人(社団) 道北勤労者医療協会
  - 一条通病院
- 医療法人(社団) 道東勤労者医療協会
  - 釧路協立病院
- 医療法人(社団) 道南勤労者医療協会
  - 函館稜北病院
- 医療法人(社団) 十勝勤労者医療協会
  - 十勝勤医協帯広病院
- 医療法人(社団) オホーツク勤労者医療協会
  - オホーツク勤医協北見病院
- 医療法人　北海道勤労者歯科医療協会
- 特定非営利活動法人　りょうほく
- 社会福祉法人 協立いつくしみの会
- 社会福祉法人　札幌東勤労者医療福祉協会
- 社会福祉法人　札幌南勤労者医療福祉協会
- 株式会社北海道保健企画（薬局法人）
- 株式会社函館保健企画（薬局法人）
- 株式会社北健友社（薬局法人）
- 株式会社ファーマケア十勝（薬局法人）
- 株式会社あゆみ調剤（薬局法人）
- 株式会社えみな福祉企画
- 一般社団法人　日胆勤医協在宅
- 民医連道央事業協同組合（給食事業）